# La grande casa (album)
La grande casa è il quarto album del gruppo musicale italiano Formula 3, pubblicato dall'etichetta discografica Numero Uno nel 1973.
L'album è prodotto da Mogol, autore unico di tutti i testi, tranne Rapsodia di Radius e Bambina sbagliata, scritti in collaborazione con Marva Jan Marrow. Le musiche sono firmate dagli stessi Tony Cicco, Gabriele Lorenzi e Alberto Radius, ovvero i componenti del gruppo.
Dal disco vengono tratti i singoli La ciliegia non è di plastica/Cara Giovanna e Rapsodia di Radius/Bambina sbagliata.
L'anno seguente il gruppo si scioglie, per ricostituirsi nel 1990.

## Tracce
Lato A
1. Rapsodia di Radius – 5:24
2. La ciliegia non è di plastica – 4:35
3. Libertà per quest'uomo – 5:36

Lato B
1. La grande casa – 5:30
2. Cara Giovanna – 5:02
3. Bambina sbagliata – 4:44

## Formazione
- Alberto Radius - voce, chitarra
- Gabriele Lorenzi - voce, tastiere
- Tony Cicco - voce, batteria